# Luchino Visconti
Luchino Visconti di Modrone, Bá tước Lonate Pozzolo (2 tháng 11 năm 1906 - 17 tháng 3 năm 1976), là một đạo diễn nhà hát, đạo diễn opera, đạo diễn phim, và biên kịch người Ý. Ông được biết đến với bộ phim The Leopard (1963) và Death in Venice (1971).

## Sự nghiệp điện ảnh

### Phim tiêu biểu
| Năm  | Tên                    | Giải |
| ---- | ---------------------- | --- |
| 1943 | Obsession              | |
| 1948 | La terra trema         | Nominated – Golden Lion                                                                                        |
| 1951 | Bellissima             | |
| 1954 | Senso                  | Nominated – Golden Lion                                                                                        |
| 1957 | Le notti bianche       | Won – Silver Lion Nominated – Golden Lion                                                                      |
| 1960 | Rocco and his Brothers | Won – Special Prize (Venice Film Festival) Won – FIPRESCI Prize (Venice Film Festival) Nominated – Golden Lion |
| 1963 | The Leopard            | Won – Palme d'Or                                                                                               |
| 1965 | Sandra                 | Won – Golden Lion                                                                                              |
| 1967 | The Stranger           | Nominated – Golden Lion                                                                                        |
| 1969 | The Damned             | Nominated – Academy Award for Best Original Screenplay                                                         |
| 1971 | Death in Venice        | Won – 25th Anniversary Prize (Cannes Film Festival) Nominated – BAFTA Award for Best Direction                 |
| 1972 | Ludwig                 | |
| 1974 | Conversation Piece     | |
| 1976 | The Innocent           | |

### Các phim khác
- it [Giorni di gloria], documentary, 1945
- Appunti su un fatto di cronaca, short film, 1951
- Siamo donne (We, the Women), 1953, episode Anna Magnani
- Boccaccio '70, 1961, based on the episode Il lavoro in Boccaccio's Decameron
- Le streghe (The Witches), 1967, episode La strega bruciata viva
- it [Alla ricerca di Tadzio], TV movie, 1970

### Opera
| Năm  | Tên and Composer                                | Opera House                                               | Principal cast / Conductor |
| ---- | ----------------------------------------------- | --------------------------------------------------------- | --- |
| 1954 | La vestale, Gaspare Spontini                    | Teatro alla Scala, Milan                                  | Maria Callas, Franco Corelli, Ebe Stignani, Nicola Zaccaria Conducted by Antonino Votto                                                     |
| 1955 | La sonnambula, Vincenzo Bellini,                | La Scala                                                  | Maria Callas, Cesare Valletti, Giuseppe Modesti Conducted by Leonard Bernstein                                                              |
| 1955 | La traviata, Giuseppe Verdi                     | La Scala                                                  | Maria Callas, Giuseppe di Stefano, Ettore Bastianini Conducted by Carlo Maria Giulini                                                       |
| 1957 | Anna Bolena, Gaetano Donizetti                  | La Scala                                                  | Maria Callas, Giulietta Simionato, Nicola Rossi-Lemeni Conducted by Gianandrea Gavazzeni                                                    |
| 1957 | Iphigénie en Tauride, Christoph Willibald Gluck | La Scala                                                  | Maria Callas, Franceso Albanese, Anselmo Colzani, Fiorenza Cossotto Conducted by Nino Sanzogno                                              |
| 1958 | Don Carlo, Verdi                                | Royal Opera House, Covent Garden, London                  | Jon Vickers, Tito Gobbi, Boris Christoff, Gré Brouwenstijn Conducted by Carlo Maria Giulini                                                 |
| 1958 | Macbeth, Verdi                                  | Spoleto Festival, Italy                                   | William Chapman & Dino Dondi; Ferruccio Mazzoli & Ugo Trama;Shakeh Vartenissian. Conducted by Thomas Schippers                              |
| 1959 | Il duca d'Alba, Donizetti                       | Spoleto Festival                                          | Luigi Quilico, Wladimiro Ganzarolli, Franco Ventriglia, Renato Cioni, Ivana Tosini. Conductor: Thomas Schippers                             |
| 1961 | Salome, Richard Strauss                         | Spoleto Festival                                          | George Shirley, Lili Chookasian, Margarei Tynes, Robert Anderson, Paul Arnold. Conductor: Thomas Schippers                                  |
| 1963 | Il diavolo in giardino, Franco Mannino (1963)   | Teatro Massimo, Palermo                                   | Ugo Benelli, Clara Petrella, Gianna Galli, Antonio Annaloro, Antonio Boyer. Conductor: Enrico Medioli. Libretto: Visconti & Filippo Sanjust |
| 1963 | La traviata, Verdi                              | Spoleto Festival                                          | Franca Fabbri, Franco Bonisolli, Mario Basiola Conducted by Robert La Marchina                                                              |
| 1964 | Le nozze di Figaro, Wolfgang Amadeus Mozart     | Teatro dell'Opera di Roma Rome                            | Rolando Panerai, Uva Ligabue, Ugo Trama, Martella Adani, Stefania Malagù. Conductor: Carlo Maria Giulini                                    |
| 1964 | Il trovatore                                    | Bolshoi Opera, Moscow (September)                         | Pietro Cappuccilli, Gabriella Tucci, Giulietta Simionato, Carlo Bergonzi Conducted by Gianandrea Gavazzeni                                  |
| 1964 | Il trovatore, Verdi                             | Royal Opera House, London (November) (Sanjust production) | Peter Glossop, Gwyneth Jones & Leontyne Price, Giulietta Simionato, Bruno Prevedi Conducted by Carlo Maria Giulini                          |
| 1965 | Don Carlo, Verdi                                | Rome Opera                                                | Cesare Siepi, Gianfranco Cecchele, Kostas Paskalis, Martti Talvela, Suzanne Sarroca, Mirella Boyer. Conducted by Carlo Maria Giulini.       |
| 1966 | Falstaff, Verdi                                 | Staatsoper, Vienna                                        | Dietrich Fischer-Dieskau, Rolando Panerai, Murray Dickie, Erich Kunz, Ilva Ligabue, Regina Resnik. Conducted by Leonard Bernstein           |
| 1966 | Der Rosenkavalier, Strauss                      | Royal Opera House, London                                 | Sena Jurinac, Josephine Veasey, Michael Langdon. Conductor: Georg Solti                                                                     |
| 1967 | La traviata, Verdi                              | Royal Opera House, London                                 | Mirella Freni, Renato Cioni, Piero Cappuccilli. Conducted by Carlo Maria Giulini                                                            |
| 1969 | Simon Boccanegra, Verdi                         | Vienna Staatsoper, Vienna                                 | Eberhard Wächter, Nicolai Ghiaurov, Gundula Janowitz, Carlo Cossutta Conducted by Josef Krips                                               |
| 1973 | Manon Lescaut, Giacomo Puccini                  | Spoleto Festival                                          | Nancy Shade, Harry Theyard, Angelo Romero, Carlo Del Bosco. Conductor: Thomas Schippers.                                                    |